# Eleição municipal de Vitória da Conquista em 1996
A eleição municipal da cidade brasileira de Vitória da Conquista ocorreu em 3 de outubro de 1996 para eleger um prefeito, um vice-prefeito e 19 vereadores que foram responsáveis pela administração da cidade baiana no mandato que se iniciou em 1° de janeiro de 1997 e terminou em 31 de dezembro de 2000. O prefeito titular era José Fernandes Pedral Sampaio, do Partido do Movimento Democrático Brasileiro.
O prefeito eleito foi o médico e Deputado Federal Guilherme Menezes, candidato do Partido dos Trabalhadores, com 52.928 votos, totalizando 59,75% dos votos válidos, derrotando o ex-prefeito e candidato do Partido Liberal, Carlos Murilo Pimentel Mármore.

## Candidatos
| Nº | Prefeito  | Prefeito                                       | Prefeito | Prefeito | Vice-prefeito | Vice-prefeito | Vice-prefeito                               | Vice-prefeito | Vice-prefeito                              | Coligação Partido(s)                         | Ref.  |
| Nº | Candidato | Candidato                                      | Partido  | Cargos relevantes | Candidato     | Candidato     | Candidato                                   | Partido       | Cargos relevantes                          | Coligação Partido(s)                         | Ref.  |
| -- | --------- | ---------------------------------------------- | -------- | --- | ------------- | ------------- | ------------------------------------------- | ------------- | ------------------------------------------ | -------------------------------------------- | ----- |
| 11 |           | Yvonilton Gonçalves Yvonilton Borges Gonçalves | PPB      | - Vereador de Vitória da Conquista (1989-1992) (1993-1996) - Deputado Estadual pela Bahia (1995-1999) - Presidente da Câmara de Vereadores de Vitória da Conquista (1993-1994) |               |               | Desconhecido                                |               |                                            |                                              | [ 2 ] |
| 13 |           | Guilherme Menezes Guilherme Menezes Andrade    | PT       | - Secretário Municipal de Saúde de Vitória da Conquista (1991-1992) |               |               | Clóvis Assis Clóvis Raimundo Gomes de Assis | PSDB          | - Deputado Federal pela Bahia (1991-1995)  | Frente Conquista Popular (PT, PSDB, PSB, PV) | [ 2 ] |
| 22 |           | Murilo Mármore Carlos Murilo Pimentel Mármore  | PL       | - Prefeito de Vitória da Conquista (1989-1993) - Diretor-Presidente da Empresa Municipal de Urbanização de Vitória da Conquista (1978-1988)                                    |               |               | Leônidas Cardoso Leônidas Rocha Cardoso     | PL            | - Deputado Estadual pela Bahia (1979-1991) | Murilo, O Prefeito de Conquista (PL)         | [ 2 ] |
| 65 |           | Tarcísio Matos Tarcísio Luís Matos de Almeida  | PCdoB    | - Sindicalista |               |               | Desconhecido                                |               |                                            |                                              | [ 2 ] |

## Resultado
| Candidato(a)              | Vice                     | 1.º turno 3 de outubro de 1996 | 1.º turno 3 de outubro de 1996 |
| Candidato(a)              | Vice                     | Votação                        | Votação                        |
| Candidato(a)              | Vice                     | Total                          | Percentagem                    |
| ------------------------- | ------------------------ | ------------------------------ | ------------------------------ |
| Guilherme Menezes (PT)    | Clóvis Assis (PSDB)      | 52.928                         | 59,75%                         |
| Murilo Mármore (PL)       | Leônidas Cardoso (PL)    | 17.504                         | 19,76%                         |
| Yvonilton Gonçalves (PPB) |                          | 17.292                         | 19,52%                         |
| Tarcísio Matos (PCdoB)    |                          | 860                            | 0,97%                          |
| → Total de votos válidos  | → Total de votos válidos | 88.584                         | 100%                           |
| → Votos em branco         |                          |                                |                                |
| → Votos nulos             |                          |                                |                                |
| Total                     |                          |                                |                                |
| Abstenções                |                          |                                |                                |
| Total de inscritos        |                          |                                |                                |

## Câmara de Vereadores
Para o quadriênio 1997-2000 foram eleitos 19 vereadores
| Vereadores eleitos em Vitória da Conquista - 1996 | Vereadores eleitos em Vitória da Conquista - 1996 | Vereadores eleitos em Vitória da Conquista - 1996 | Vereadores eleitos em Vitória da Conquista - 1996 |
| Candidato (a)                                     | Partido                                           | Votos                                             | %                                                 |
| ------------------------------------------------- | ------------------------------------------------- | ------------------------------------------------- | ------------------------------------------------- |
| Albano Silva Carvalho                             | PV                                                | 1.201                                             |                                                   |
| Alexandre Pereira de Sousa                        | PDT                                               | 1.330                                             |                                                   |
| Álvaro Pithon Brito                               | PL                                                | 2.436                                             |                                                   |
| Arlindo Santos Rebouças                           | PSDB                                              | 1.855                                             |                                                   |
| Clovis Oliveira Carvalho                          | PT                                                | 1.073                                             |                                                   |
| Edivaldo Santos Ferreira                          | PTB                                               | 1.271                                             |                                                   |
| Helita Figueira da Silva                          | PSDB                                              | 1.339                                             |                                                   |
| Hermínio Oliveira Neto                            | PFL                                               | 2.004                                             |                                                   |
| Humberto Leal Lima                                | PPB                                               | 1.377                                             |                                                   |
| Isaac Nunes Neto                                  | PPB                                               | 1.421                                             |                                                   |
| Jadiel Matos                                      | PSB                                               | 2.257                                             |                                                   |
| José Carlos Silva Ferreira                        | PT                                                | 965                                               |                                                   |
| José William de Oliveira Nunes                    | PMDB                                              | 2.161                                             |                                                   |
| Maria Lúcia Santos Rocha                          | PTB                                               | 3.023                                             |                                                   |
| Paulo César Aguiar Brito                          | PPB                                               | 1.362                                             |                                                   |
| Nelson Aguiar Brito                               | PPB                                               | 1.352                                             |                                                   |
| Valdir Ferreira de Oliveira                       | PL                                                | 1.663                                             |                                                   |
| Virgílio Figueira Mendes (Vivi Mendes)            | PL                                                | 1.810                                             |                                                   |
| Wilson Feitosa de Brito                           | PFL                                               | 2.959                                             |                                                   |